# Transport United F.C.
Transport United FC là một câu lạc bộ bóng đá đến từ Thimphu, Bhutan, hiện đang chơi ở Bhutan Premier League, cấp độ bóng đá hàng đầu ở Bhutan. Câu lạc bộ được thành lập năm 2000 và chơi tại Sân vận động Changlimithang. Transport United đã giành được năm chức vô địch quốc gia, và là một lực lượng thống trị trong bóng đá Bhutan trong suốt phần lớn thập kỷ đầu tiên của thế kỷ XXI.
Trong mùa giải 2017, câu lạc bộ đã giành được danh hiệu sau khi hoàn thành toàn bộ mùa giải bất bại và lần đầu tiên đủ điều kiện tham dự AFC Cup.

## Lịch sử

### 2002-2004
Transport United xuất hiện lần đầu trong A-Division 2002. Vị trí cuối cùng của họ không được biết đến, ngoài việc họ có thể hoàn thành tối đa thứ hai vì danh hiệu là của Druk Pol, và kết quả duy nhất được biết cho họ trong mùa giải đó là trận thua 5-1 cho Thimpu. Thông tin chi tiết có sẵn cho mùa giải tiếp theo, trong đó Transport United về thứ ba, bốn điểm sau người chiến thắng Druk Pol, thắng năm và rút ra một trong tám trận đấu của họ trong cuộc thi đấu vòng tròn một lượt. Mùa thi đấu thứ ba của họ là thành công nhất của họ cho đến nay, khi họ giành được A-Division và kết quả là đã được trao vị trí của Bhutan trong Cup Tổng thống AFC khai mạc. Thật không may, không có thêm thông tin chi tiết về hiệu suất của họ có sẵn.

## Nhân viên kỹ thuật
Tính đến ngày 1 tháng 1 năm 2019
| Chức vụ  | Tên                          |
| -------- | ---------------------------- |
| Giám đốc | liên_kết=\|viền Dawup Nawang |

## Thành tích
- Giải Ngoại hạng Bhutan: 2

2017, 2018
- A-Division / Thimphu League: 5 [2]

2004, 2005, 2006, 2007, 2018

## Thành tích lục địa
Tất cả các kết quả (sân nhà và sân khách) liệt kê mục tiêu của Transport United trước tiên. 
| Mùa  | Cuộc thi | Vòng           | Câu lạc bộ                          | Sân nhà | Sân khách | Agg. |
| ---- | -------- | -------------- | ----------------------------------- | ------- | --------- | ---- |
| 2018 | Cúp AFC  | Vòng sơ khảo 1 | liên_kết=\|viền Thành phố Bengaluru | 0-0     | 0-3       | 0-3  |
| 2019 | Cúp AFC  | Vòng sơ khảo 1 | liên_kết=\|viền Colombo             | 1-2     | 1-7       | 2-9  |